# Яков Зів
Яков Зів (івр. יעקב זיו, 27 листопада 1931, Тиверіада, Британський мандат у Палестині — 25 березня 2023) — ізраїльський вчений-математик, фахівець в галузі теорії інформації та теорії кодування, проводив дослідження, пов'язані з теорією стисненням даних і цифровим зв'язком.

## Походження та навчання
Народився в родині вчителя Бен-Ціона Зельціна (згодом змінив прізвище на Зів, директора школи в Тиверіаді) та Хани Зів. Старший брат — ізраїльський географ Єгуда Зів.
Отримав ступені бакалавра і магістра в Техніоні в 1954 та 1957 роках, відповідно.

## Трудова діяльність
В 1955—1959, 1962—1968 роках Яков працював у Міністерстві оборони Ізраїлю. В 1962 році він захистив дисертацію доктора філософії у Массачусетському технологічному інституті.
У 1962—1968 роках і знову із 1970 року викладає в Техніоні. У 1968—1970, 1977—1978, 1983—1984, 1991—1992 роках він також працював у Лабораторіях Белла.

## Нагороди та визнання
- 1993 — Премія Ізраїлю
- 1995 — Медаль Річарда Геммінга
- 1995 — Премія Марконі
- 1996 — Премія Едуарда Рейна
- 1997 — Премія Шеннона
- 1997 — Премія Канеллакіса
- 2002 — Премія Ротшильда
- 2008 — BBVA Foundation Frontiers of Knowledge Awards

Член Ізраїльської академії природничих і гуманітарних наук (1982), а також Американської академії мистецтв і наук (1998).

## Досягнення
- У 1977—1978 роках разом із Авраамом Лемпелем розробив алгоритми стиснення LZ77 та LZ78[4].